# Château d'Alcácer do Sal
Le château d'Alcácer do Sal est une forteresse d'origine maure située à Alcácer do Sal, dans l'Alentejo (Portugal).

## Géographie
Le château s'élève sur une hauteur dominant la rive droite du Sado, à quelque 60 m au-dessus du niveau de la mer. 

## Description
De forme elliptique, la forteresse atteint environ 260 m de longueur sur 150 m de largeur. Elle comprend une trentaine de tours, dont certaines sont construites en pisé. 
L'intérieur est aujourd'hui occupé par une auberge de luxe, la Pousada Dom Afonso II.

## Histoire
Sur un site préhistorique, occupé temporairement par les Phéniciens, les Romains bâtirent une ville importante sur le plan stratégique, puisqu'elle contrôlait la route menant du Tage à l'Algarve. En 715, les Maures s'en emparèrent et la renforcèrent. Les fortifications du château datent de cette époque. 
Le château tomba aux mains des Portugais en 1158, grâce à l'aide de l'ordre de Santiago. Les Maures le reprirent en 1190 et ce n'est qu'en 1217 qu'il fut définitivement conquis par les chrétiens. 
Renforcé au XIIIe siècle, le château perdit sa fonction militaire au XVe siècle. Au XVIe siècle, il accueillit un couvent de carmélites qui ne ferma ses portes qu'en 1834.
Il a été classé Monument national en 1910.